# М’Пумбу, Кристиан
Кристиан М’Пумбу (фр. Christian M'Pumbu; 2 июня 1977, Киншаса) — французский боец смешанного стиля конголезского происхождения, выступающий на профессиональном уровне начиная с 2004 года. Известен по участию в турнирах таких бойцовских организаций как Bellator MMA, KSW, M-1 Global, Deep, владел титулом чемпиона Bellator в полутяжёлой весовой категории (2011—2013).

## Биография
Кристиан М’Пумбу родился 2 июня 1977 года в городе Киншаса, Заир (ныне Демократическая Республика Конго).
Выступать в ММА на профессиональном уровне начал с 2004 года, дрался в основном в европейских промоушенах, таких как KSW и M-1 Global. Провёл несколько поединков в украинских бойцовских турнирах «Огонь Пересвета» и «Звезда Пересвета», где дважды выигрывал «восьмёрки» в абсолютной весовой категории.
В 2007 году отметился победой над голландцем Стефаном Стрюве, будущим многолетним ветераном крупнейшего мирового промоушена UFC. В 2008 году встречался с поляком Яном Блаховичем, будущим многократным чемпионом KSW, но проиграл ему рычагом локтя. В 2010 году провёл два боя на турнирах японской организации Deep в Токио, в четвертьфинале гран-при полутяжёлого веса техническим нокаутом победил Юдзи Сакураги, но затем в полуфинале раздельным решением судей уступил Ёсиюки Наканиси.
Имея в послужном списке пятнадцать побед и только три поражения, в 2011 году М’Пумбу привлёк к себе внимание крупного американского промоушена Bellator MMA и стал участником четвёртого сезона гран-при полутяжёлого веса. В четвертьфинале, полуфинале и финале техническим нокаутом победил таких бойцов как Крис Девис, Тим Карпентер и Ричард Хейл соответственно, завоевав тем самым вакантный титул организации в полутяжёлой весовой категории и став первым африканским чемпионом среди всех крупнейших бойцовских промоушенов. В конце 2011 года проиграл единогласным судейским решением Трэвису Виуфу, хотя его чемпионский титул в этом бою на кону не стоял.
В 2012 году провёл первую и единственную защиту титула, проиграв единогласным решением словаку венгерского происхождения Аттиле Вегу. Должен был драться на Bellator 99 с белорусским ветераном UFC Владимиром Матюшенко, но незадолго до старта турнира травмировал руку и был заменён Хьюстоном Александром. В феврале 2014 года в рамках десятого сезона гран-при полутяжёлого веса встречался с Куинтоном Джексоном и в первом раунде оказался в нокауте. Несмотря на три поражения подряд, вскоре получил право на претендентский бой с Кендаллом Гроувом, тем не менее, реализовать этот шанс не смог, во втором раунде стал жертвой удушающего приёма сзади и вынужден был сдаться.
После увольнения из Bellator Кристиан М’Пумбу продолжил карьеру бойца в менее престижных промоушенах. Так, в 2015 году во Франции он нокаутировал российского самбиста Рамиса Терегулова, в 2016 году на турнире в Швейцарии проиграл техническим нокаутом Денису Стойничу.

## Статистика в профессиональном ММА
| Боёв 33          | Побед 21 | Поражений 11 |
| ---------------- | -------- | ------------ |
| Нокаутом         | 9        | 3            |
| Сдачей           | 8        | 2            |
| Решением         | 3        | 6            |
| Дисквалификацией | 1        | 0            |
| Ничьи            | 1        | 1            |

| Результат | Рекорд  | Соперник                 | Способ                     | Турнир                                | Дата             | Раунд | Время | Место                    | Примечание                                                                |
| --------- | ------- | ------------------------ | -------------------------- | ------------------------------------- | ---------------- | ----- | ----- | ------------------------ | ------------------------------------------------------------------------- |
| Поражение | 21-11-1 | Станислав Клыбик         | Нокаут (ногой в голову)    | Лига S-70: Плотформа 9                | 22 августа 2018  | 1     | 4:45  | Сочи, Россия             |                                                                           |
| Поражение | 21-10-1 | Михаил Рагозин           | Единогласное решение       | RCC 2: Бои в клетке                   | 24 февраля 2018  | 3     | 5:00  | Челябинск, Россия        |                                                                           |
| Поражение | 21-9-1  | Иван Штырков             | Единогласное решение       | RCC 1: Бои в клетке                   | 11 ноября 2017   | 3     | 5:00  | Екатеринбург, Россия     |                                                                           |
| Победа    | 21-8-1  | Сержиу Соуза             | DQ (удары после остановки) | ADW: Magnum FC1 Rome                  | 8 апреля 2017    | 1     | 0:40  | Рим, Италия              |                                                                           |
| Победа    | 20-8-1  | Себастьян Марчанд        | TKO (травма руки)          | ADW: Road to Abu Dhabi 3              | 12 августа 2016  | 2     | 2:12  | Бангкок, Таиланд         |                                                                           |
| Поражение | 19-8-1  | Денис Стойнич            | TKO (удары руками)         | Hit Fighting Championship 2           | 28 мая 2016      | 2     | 1:36  | Цюрих, Швейцария         |                                                                           |
| Победа    | 19-7-1  | Рамис Терегулов          | KO (удар рукой)            | WWFC: Cage Encounter 4                | 19 сентября 2015 | 2     | 3:37  | Париж, Франция           |                                                                           |
| Поражение | 18-7-1  | Кендалл Гроув            | Сдача (удушение сзади)     | Bellator 127                          | 3 октября 2014   | 2     | 4:14  | Темекьюла, США           | Претендентский бой за титул чемпиона Bellator в среднем весе              |
| Поражение | 18-6-1  | Куинтон Джексон          | KO (удары руками)          | Bellator 110                          | 28 февраля 2014  | 1     | 4:34  | Анкасвилл, США           | Полуфинал 10 сезона гран-при полутяжёлого веса                            |
| Поражение | 18-5-1  | Аттила Вег               | Единогласное решение       | Bellator 91                           | 28 февраля 2013  | 5     | 5:00  | Рио-Ранчо, США           | Лишился титула чемпиона Bellator в полутяжёлом весе                       |
| Поражение | 18-4-1  | Трэвис Виуфф             | Единогласное решение       | Bellator 55                           | 22 октября 2011  | 3     | 5:00  | Юма, США                 | Нетитульный бой                                                           |
| Победа    | 18-3-1  | Ричард Хейл              | TKO (удары руками)         | Bellator 45                           | 21 мая 2011      | 3     | 4:17  | Лейк-Чарльз, США         | Финал 4 сезона гран-при полутяжёлого веса, бой за титул чемпиона Bellator |
| Победа    | 17-3-1  | Тим Карпентер            | TKO (удары руками)         | Bellator 42                           | 23 апреля 2011   | 1     | 2:08  | Кончо, США               | Полуфинал 4 сезона гран-при полутяжёлого веса                             |
| Победа    | 16-3-1  | Крис Девис               | TKO (удары руками)         | Bellator 38                           | 26 марта 2011    | 3     | 3:34  | Таника, США              | Четвертьфинал 4 сезона гран-при полутяжёлого веса                         |
| Поражение | 15-3-1  | Ёсиюки Наканиси          | Раздельное решение         | Deep: 47 Impact                       | 17 апреля 2010   | 2     | 5:00  | Токио, Япония            | Полуфинал гран-при полутяжёлого веса                                      |
| Победа    | 15-2-1  | Юдзи Сакураги            | TKO (удары руками)         | Deep: 46 Impact                       | 28 февраля 2010  | 1     | 2:29  | Токио, Япония            | Четвертьфинал гран-при полутяжёлого веса                                  |
| Победа    | 14-2-1  | Хидэо Тацуми             | TKO (удары руками)         | M-1 Challenge 18: Netherlands Day One | 15 августа 2009  | 2     | 4:53  | Хилверсюм, Нидерланды    |                                                                           |
| Победа    | 13-2-1  | Кшиштоф Кулак            | Единогласное решение       | Multi Boxes: 1er Gala International   | 26 июня 2009     | 2     | 5:00  | Париж, Франция           |                                                                           |
| Победа    | 12-2-1  | Энок Солвес Торрес       | Сдача (рычаг локтя)        | M-1 Challenge 14: Japan               | 29 апреля 2009   | 1     | 4:59  | Токио, Япония            |                                                                           |
| Ничья     | 11-2-1  | Леонарду Насименту Лусиу | Ничья                      | 100 % fight 1                         | 10 января 2009   | 3     | 5:00  | Париж, Франция           |                                                                           |
| Победа    | 11-2    | Маркус Вянттинен         | Сдача (удушение сзади)     | M-1 Challenge 10: Finland             | 26 ноября 2008   | 1     | 2:15  | Хельсинки, Финляндия     |                                                                           |
| Поражение | 10-2    | Ян Блахович              | Сдача (рычаг локтя)        | KSW Extra                             | 13 сентября 2008 | 2     | 3:12  | Домброва-Гурнича, Польша |                                                                           |
| Победа    | 10-1    | Барри Гуэрин             | TKO (удары руками)         | M-1 Challenge 5: Japan                | 17 июля 2008     | 1     | 0:32  | Токио, Япония            |                                                                           |
| Поражение | 9-1     | Фабио Фернандес          | Единогласное решение       | Fite Selektor                         | 13 марта 2008    | 2     | 5:00  | Дубай, ОАЭ               |                                                                           |
| Победа    | 9-0     | Денис Соболев            | Сдача (удушение сзади)     | Звезда Пересвета                      | 7 декабря 2007   | 1     | 1:20  | Киев, Украина            | Финал гран-при абсолютного веса                                           |
| Победа    | 8-0     | Стефан Стрюве            | Сдача (удушение д’Арсе)    | Звезда Пересвета                      | 7 декабря 2007   | 1     | 2:05  | Киев, Украина            | Полуфинал гран-при абсолютного веса                                       |
| Победа    | 7-0     | Алексей Гончар           | Решение судей              | Звезда Пересвета                      | 7 декабря 2007   | 2     | 5:00  | Киев, Украина            | Четвертьфинал гран-при абсолютного веса                                   |
| Победа    | 6-0     | Сергей Мухамедшин        | Сдача (гильотина)          | M-1 MFC: International Mix Fight      | 17 марта 2007    | 1     | 1:25  | Санкт-Петербург, Россия  |                                                                           |
| Победа    | 5-0     | Владимир Шемаров         | Решение судей              | Огонь Пересвета                       | 2 декабря 2006   | 2     | 5:00  | Киев, Украина            | Финал гран-при абсолютного веса                                           |
| Победа    | 4-0     | Вальдас Поцевичус        | Сдача (удушение сзади)     | Огонь Пересвета                       | 2 декабря 2006   | 1     | 1:48  | Киев, Украина            | Полуфинал гран-при абсолютного веса                                       |
| Победа    | 3-0     | Денис Бублов             | Сдача (удушение сзади)     | Огонь Пересвета                       | 2 декабря 2006   | 1     | 2:20  | Киев, Украина            | Четвертьфинал гран-при абсолютного веса                                   |
| Победа    | 2-0     | Драман Траоре            | Сдача (удушение сзади)     | Xtreme Gladiators 2                   | 11 марта 2006    | 2     | 2:40  | Париж, Франция           |                                                                           |
| Победа    | 1-0     | Кулйит Дегун             | KO (удары руками)          | UKMMAC 7: Rage & Fury                 | 30 мая 2004      | 1     | 0:32  | Эссекс, Англия           |                                                                           |